# Силла, Юссуф
Юссу́ф Силла́ (нидерл. Youssuf Sylla; родился 19 декабря 2002, Бельгия) — бельгийский футболист, нападающий клуба «Шарлеруа».

## Футбольная карьера
Занимался футболом в командах «Стандард» и «Торино». В 2020 году перебрался в молодёжную команду «Зюлте Варегем». С сезона 2020/21 привлекается к тренировкам с основной командой. 16 января 2021 года дебютировал в Лиге Жюпиле в поединке против «Васланд-Беверена», выйдя на замену на 88-й минуте вместо Дамьена Марка. Всего в дебютном сезоне провёл 3 встречи.
4 января 2025 года до конца сезона перешёл на правах аренды в нидерландский «Виллем II».

## Личная жизнь
Имеет гвинейское происхождение. Отец игрока, Атибу Симпа, также был футболистом и выступал за гвинейский клуб «Калум».